# Tribunal de Arbitraje Deportivo
El Tribunal de Arbitraje Deportivo o Tribunal Arbitral del Deporte o Tribunal Arbitral Supremo (también conocido como TAS por las siglas de Tribunal arbitral du sport en francés) es un órgano internacional de arbitraje o mediación que dirime disputas en torno al deporte. Su sede principal está en Lausana (Suiza) y existen tribunales adicionales en Nueva York y Sídney.
Fue creado por primera vez por el entonces presidente del Comité Olímpico Internacional, Juan Antonio Samaranch, para dirimir disputas durante los Juegos Olímpicos de 1984.

## Historia
Ante la interconexión entre deportes y política, este organismo fue originalmente concebido por el presidente del Comité Olímpico Internacional (COI) Juan Antonio Samaranch para tratar disputas que surgiesen durante los Juegos Olímpicos. El TAS fue establecido como parte del COI en 1984.
En 1992, el caso Gundel v. La Fédération Equestre Internationale fue decidido por el TAS, y posteriormente fue recurrido al Tribunal Supremo Federal de Suiza, desafiando la imparcialidad del CAS. El tribunal suizo concluyó que el TAS era un tribunal verdadero de arbitraje pero llamó la atención a los numerosos vínculos entre el TAS y el COI.
Como respuesta, el TAS experimentó reformas para hacerse más independientes del COI, tanto desde el punto de vista organizativo como financiero. El cambio más grande que resultó de esta reforma fue la creación de un "Consejo Internacional de Arbitraje para Deporte" (ICAS) para vigilar el funcionamiento y la financiación del TAS, tomando así de esa manera el papel del COI. Hasta 2004, los casos más recientes considerados por el TAS fueron disputas sobre transferencias en el fútbol profesional o sobre temas de dopaje.
El TAS está planeando trasladar su sede actual del Château de Béthusy a la parte sur del Palais de Beaulieu (ambos en Lausana).

## Consejo Internacional del Tribunal de Arbitraje para Deporte
| Denominación                                            | Nombre               | País           |
| ------------------------------------------------------- | -------------------- | -------------- |
| Presidente del TAS                                      | John D. Coates       | Australia      |
| Vicepresidentes del TAS                                 | Michael Lenard       | Estados Unidos |
| Vicepresidentes del TAS                                 | Tjasa Andrée-Prosenc | Eslovenia      |
| Presidente de la División Normal del TAS                | Carole Malinvaud     | Francia        |
| Presidente de la División de Arbitraje de Reclamaciones | Corinne Schmidhauser | Suiza          |
| Secretario General del TAS                              | Matthieu Reeb        | Suiza          |

## Miembros del Tribunal de Arbitraje Deportivo del TAS
| Nombre                  | País           |
| ----------------------- | -------------- |
| Abdullah Al Hayyan      | Kuwait         |
| Tjasa Andrée-Prosenc    | Eslovenia      |
| Patrick Baumann         | Suiza          |
| Scott Blackmun          | Estados Unidos |
| Alexandra Brilliantova  | Rusia          |
| Miguel Cardenal Carro   | España         |
| John D. Coates          | Australia      |
| Moya Dodd               | Australia      |
| Nabil Elaraby           | Egipto         |
| Ivo Eusebio             | Suiza          |
| Michael Lenard          | Estados Unidos |
| Carole Malinvaud        | Francia        |
| Yvonne Mokgoro          | Sudáfrica      |
| Ellen Gracie Northfleet | Brasil         |
| Göran Petersson         | Suecia         |
| Dick Libra              | Canadá         |
| Matthieu Reeb           | Suiza          |
| Corinne Schmidhauser    | Suiza          |
| Tricia C.M. Smith       | Canadá         |
| Wilhelmina Thomassen    | Países Bajos   |
| Hanqin Xue              | China          |

## Lista de presidentes
- Senegal Kéba Mbaye (1984-2007)
- Italia Mino Auletta (2008-2010)[3]
- Australia John Coates (desde 2011)[4]

## Temas que trata
Los temas más a menudo planteados ante este Tribunal son los problemas de dopaje y de arbitrio sobre algunas transferencias de futbolistas sobre los importes de las transferencias, cuando dos clubes, el comprador y el vendedor, no llegan a encontrar un acuerdo. La FIFA fue mucho tiempo hostil a este tribunal y solamente reconoció su competencia desde diciembre de 2002. El TAS tiene la autoridad jurídica de revisar impugnaciones a decisiones del tribunal de disciplina de la FIFA, reveer sus dictámenes y decisiones jurídicas, y pronunciarse jurídicamente cómo tribunal de última instancia.

## Organización
Existen cuatro formas de procedimientos: el procedimiento de arbitraje ordinario, el procedimiento arbitral de llamada, el procedimiento consultivo, así como el procedimiento de mediación.
Antiguamente estaba compuesto de árbitros nombrados por el Comité Olímpico Internacional y las federaciones deportivas, pero en la actualidad este tribunal cuenta con alrededor de 300 árbitros provenientes de 80 países diferentes, seleccionados por sus conocimientos del derecho del deporte.
Los arbitrajes y mediaciones que se diriman ante el TAS se regirán por lo establecido en sus respectivos reglamentos, los cuales se encuentran publicados y actualizados en la propia página web del organismo
Dentro de las cuestiones planteadas ante el TAS, y, en concreto respecto a lo referente al arbitraje de apelación, podemos encontrar dos tipos de recurso:
- De un lado, una apelación presentada frente a una decisión de una federación, asociación o entidad deportiva en cuyos estatutos así lo prevean o, en su defecto, si las partes así lo han establecido en el convenio arbitral acordado entre las partes. Para poder presentar este tipo de apelación la parte que la inste debe haber agotado todos los recursos que reglamentariamente se prevean ante la federación, asociación o entidad deportiva correspondiente, y
- De otro lado, una apelación presentada frente a otro laudo dictado por el TAS, siempre que este haya actuado en condición de "tribunal de primera instancia y que dicha apelación este expresamente prevista en el reglamento de la federación o entidad.

Estas apelaciones se encuentran reguladas por el propio Reglamento de arbitraje del Tribunal de Arbitraje Deportivo en su artículo 47 y con el desarrollo formal, procedimental y de plazos en los artículos comprendidos entre el 48 a 59 del mismo texto normativo.
Las decisiones del Tribunal arbitral del deporte pueden ser objeto de un recurso ante el Tribunal federal suizo. De todas maneras este control jurisdiccional está limitado solo a un conjunto de cuestiones de derecho muy restringido. Precisamente por la falta de un alternativa jurisdiccional al arbitraje ha recibido críticas que incluso han llevado a reclamar un Tribunal Internacional del Deporte.
Sobre este último aspecto debemos matizar que esta será la única vía de recurso siempre y cuando las partes así lo hayan establecido de forma expresa en el convenio arbitral ya que de no ser así el mismo podrá ser impugnado instando la nulidad del mismo por unos motivos muy tasados que, en la legislación española se encuentran previstos en el artículo 41 de la Ley 60/2003, de 23 de diciembre, de Arbitraje

## Lista de árbitros
La Lista de los árbitros del Tribunal Arbitral del Deporte (TAS) por nacionalidad (lista general no exhaustiva), cuenta con un poco más de 340 árbitros provenientes de 84 países diferentes, nombrados por sus conocimientos del derecho del deporte.
Los números entre paréntesis al lado del nombre de cada país indican el número de árbitros en el tribunal arbitral de deportes por cada nacionalidad.

### África
| Camerún (1)      | Costa de Marfil (1) | Madagascar (1)  | Senegal (2)                         | Togo (1)           | Mali (1)       | Túnez (2)                        | Marruecos (1) |
| ---------------- | ------------------- | --------------- | ----------------------------------- | ------------------ | -------------- | -------------------------------- | ------------- |
| François Dikoume | Michel Brizoua-Bi   | Raymond Ranjeva | Guédel Ndiaye - Augustin E. Senghor | Koffi Mensah Attoh | Ahmadou Traore | Mahmoud Hammami - Chedli Rahmani | Karim Adyel   |

| Egipto (6)                                                                                                  | Ghana (1)         | Kenia (1)  | Nigeria (1)         | Sudáfrica (3)                              | Uganda (1)    |
| --- | ----------------- | ---------- | ------------------- | ------------------------------------------ | ------------- |
| Bohran Amrallah - Laila El Shentenawi - Hussein M. Fathy Mohamed Abdel Raouf - Ismail Selim - Karim Youssef | Richard Akpokavie | Sharad Rao | Ucheora Onwuamaegbu | Corinne Berg - Corne Goosen - Deon van Zyl | Donald Rukare |

### América
| Canadá (13) | Estados Unidos (30) |
| --- | --- |
| Henri Álvarez - Alan D’Silva - Pierre Dalphond - Robert Décary - Bruno De Vita - Stephen Drymer - Yves Fortier - Jack Graham - Richard McLaren - Richard Pound - Daniel Ratushny - Janie Soublière - Allan Stitt. | Roger Abrams - Anita DeFrantz - Maidie Oliveau - Laura Abrahamson - David Evans - Jennifer Price - Mark Baker - John Faylor - Barbara Reeves - Jeffrey Benz - Gabriel Feldman - Gary R. Roberts - Christopher Campbell - Paul George - Jeffrey Rosenthal - Michael Cardozo - Joshua Gordon - Russell F Sauer - James Carter - Alan Harris - John Charles Thomas - Steve Champlin - Richard Kreindler - Glenn Wong - Rosalyn Chapman - Jeffrey Mishkin - Richard Chernick - James Murphy. |

| Costa Rica (1)                 | Guatemala (2)                         | Honduras (1)         | México (5) | Trinidad y Tobago (1) |
| ------------------------------ | ------------------------------------- | -------------------- | --- | --------------------- |
| Margarita Echeverria Bermúdez. | Maria René Archila Cruz - Marco Leal. | Hector R. Maldonado. | Fernando Cabrera García - Jaime Castillo - Ricardo de Buen Rodríguez - Francisco González de Cossío - Anna Peniche. | Om Lalla.             |

| Argentina (5)                                                                                     | Brasil (2)                                          | Chile (1)                 | Ecuador (1)         | Paraguay (3)                                                            | Colombia (2)                               | Uruguay (1)            | Venezuela (1) |
| ------------------------------------------------------------------------------------------------- | --------------------------------------------------- | ------------------------- | ------------------- | ----------------------------------------------------------------------- | ------------------------------------------ | ---------------------- | ------------- |
| Gustavo A. Abreu - Guillermo Cabanellas - Mariano Clariá - Diego Ferrari - Gerardo Pablo Terrilé. | Francisco Müssnich - Luiz Felipe Guimarães Santoro. | Juan P. Arriagada Aljaro. | Carlos León Acosta. | José Antonio Moreno Rodríguez - Roberto Moreno Rodríguez - Maria Gwynn. | Felipe De Vivero - Ernesto Gamboa Morales. | Santiago Durán Hareau. | Carlos Terán. |

### Asia
| Irán (4)                                                             | Kuwait (1)      | Líbano (2)                       | Omán (1)             | Palestina (1)            | Israel (4)                                           | Catar (3)                                                | Arabia Saudita (5)                                                                                     | Emiratos Árabes Unidos (2)                      |
| -------------------------------------------------------------------- | --------------- | -------------------------------- | -------------------- | ------------------------ | ---------------------------------------------------- | -------------------------------------------------------- | --- | ----------------------------------------------- |
| Parand Azizi - Ahmadreza Barati - Jehangir Beglari - Mojtaba Kazazi. | Rashid Alanezi. | Jalal El Ahdab - Claudine Helou. | Abdulwahab Al-Hinai. | Mohammad Farouq AlAhmad. | Gil Atar - Efraïm Barak - Tal Lavie - Esther Winder. | Salman Al-Ansari - Ghada Darwish - Minas Khatchadourian. | Sultan Abaalala Alosaimei - Ahmed Aboemarah - Bandar Alhamidani - Hassan S. Banaser - Majid Khuthaila. | Mohammad Al Kamali - A.Majid Hassan Al Mehairi. |

| Brunéi (1)                | China (6)                                                                  | India (2)                      | Japón (5)                                                                       | Corea del Sur (3)                         | Indonesia (2)                       | Malasia (3)                                                          | Filipinas (1)             | Singapur (5)                                                                                 | Vietnam (1)         |
| ------------------------- | -------------------------------------------------------------------------- | ------------------------------ | ------------------------------------------------------------------------------- | ----------------------------------------- | ----------------------------------- | -------------------------------------------------------------------- | ------------------------- | -------------------------------------------------------------------------------------------- | ------------------- |
| Puteh Alam Pengiran Anak. | Shouzhi An - Xianyue Bai - David Chen - Mingchao Fan - Song Lu - David Wu. | Rajat Taimni - Rohinton Mehta. | Akihiko Hara - Yoshihisa Hayakawa - Yuri Yagi - Takuya Yamazaki - Jun Yokoyama. | Dong Su Ahn - Jung Dae Joo - Jinwon Park. | M. Idwan Ganie - Anangga Roosdiono. | Cecil Abraham - Mohd Nasir Bin Sheikh Mohd Sharif - Vinayak Pradhan. | Enrico Ingles y Mendiola. | Michael Hwang - Bala Chandran Kandiah - Peter Koh - Chelva R. Rajah - Paul A.J. Supramaniam. | Thi My Dung Nguyen. |

### Europa
| Bélgica (4)                                                                                              | Bielorrusia (3)                                                                        | Chipre (2) | Dinamarca (2)                    | Francia (22) | Malta (2) | Croacia (3)                                            | Albania (2) | República Checa (1) | Finlandia (2)                          | Suecia (1)       |
| --- | -------------------------------------------------------------------------------------- | --- | -------------------------------- | --- | --- | ------------------------------------------------------ | --- | ------------------- | -------------------------------------- | ---------------- |
| Guido de Croock - Bernard Hanotiau - Wouter Lambrecht - Herman Verbist.                                  | Aliaksandr Danilevich - Siarhei Ilyich - Timour Sysouev.                               | George Christofides - Chris Georghiades. | Lars Hilliger - Jacob Jorgensen. | Laurence Boisson de Chazournes - Fanny-Marie Brisdet - Thomas Clay - Jean-Paul Costa - Sophie Dion - Carine Dupeyron - Bernard Foucher - Julien Fouret - Hamid Gharavi - Alexis Gramblat - Jean-Pierre Karaquillo - François Klein - Franck Latty - Hervé Le Lay - Didier Linotte - Paul Mauriac - Andre McDougall - Jan Paulsson - Didier Poulmaire - Gérald Simon - Jingzhou Tao - Alain Zahlan de Cayetti.                                                                                               | George Abela - Lino Farrugia Sacco. | Lovro Badzim - Sinisa Petrovic - Vanja Smokvina.       | Genc Boga - Arben Rakipi. | Jan Brodec.         | Pekka Aho - Mika Palmgren.             | Lars Nilsson.    |
| Hungría (4)                                                                                              | Grecia (4)                                                                             | Irlanda (8) | Islandia (1)                     | Reino Unido (24) | Noruega (3) | Bulgaria (2)                                           | Italia (11) | Rumania (1)         | Luxemburgo (2)                         | Ucrania (1)      |
| Attila Berzeviczi - Gyula David - Gyorgy Féher - Janós Katona.                                           | Stavros Brekoulakis - Petros Mavroidis - Georgios Petrochilos - Sofoklis Pilavios.     | Pat Barriscale - James Bridgeman - Gareth Farrelly - Stuart Gilhooly - Judith Levine - Niall Meagher - Sarah O’Shea - Klaus Reichert. | Stefan Geir Thorisson.           | Michael Beloff - David Cairns -Menzies Campbell - Edward Canty - James Drake - John Anthony Dyson - Ike Ehiribe - Ian S. Forrester - Siobán Healy - Mark Hovell - Geraint Jones - Jennifer Kirby - Charles Manzoni - John P. Mowberry - Christopher Murray - Michael Nicholson - Robert Reid - Anthony Rogers - Philippe Sands - Nicholas Stewart - Patrick Stewart - Romano Subiotto - Blondel Thompson - Stephen Townley.                                                                                 | Espen Auberg - Mikal Brøndmo - Erik Monsen. | Ivaylo Dermendjiev - Yasna Stavreva.                   | Stefano Bastianon - Guido Carducci - Massimo Coccia - Maurizio Cohen - Franco Frattini - Luigi Fumagalli - Cesare Gabasio - Fabio Iudica - Francesco Macri - Ruggero Stincardini - Jacopo Tognon. | Dan Visoiu.         | Jean-Mathias Goerens - Jacques Radoux. | Anna Bordiugova. |
| Países Bajos (6)                                                                                         | Polonia (5)                                                                            | España (16) | Letonia (1)                      | Suiza (28) | Suiza (28) | Eslovenia (3)                                          | Portugal (2) | Eslovaquia (1)      | Liechtenstein (1)                      | Turquía (1)      |
| André Brantjes - Otto de Witt Wijnen - Frans de Weger - Hendrik Kesler - Manfred Nan - Christian Visser. | Maciej Balazinski - Eligiusz Krzesniak - Jakub Laskowski - Marek Palus - Andrzej Wach. | José María Alonso Puig - Víctor Bonnin Reynés - Andreu Camps - Miguel Cardenal Carro - Bernardo Cremades - José María Cruz - Carlos del Campo Colás - José Félix de Luis y Lorenzo - Miguel Ángel Fernández Ballesteros - Kepa Larumbe - Jordi López Batet - José Manuel Maza - Carmen Núñez-Lagos - José Manuel Otero Lastres - José Juan Pintó Sala - Pedro Tomas Marqués. | Aldons Vrublevskis.              | Reto Annen - Luc Argand - Marco Balmelli - Michele Bernasconi - Markus Bösiger - Dominique Brown Berset - Olivier Carrard - Nicolas Cottier - Isabelle Fellrath - Jean Gay - Patrick Grandjean - András Gurovits - Bernhard Heusler - Patrick Lafranchi - Alexander McLin - Andrea Meier - Daniele Moro - Pierre Muller - Christophe Müller - Hans Nater - Denis Oswald - Benoît Pasquier - Pascal Pichonnaz - Jean-Philippe Rochat - Alexis Schoeb - Nicolas Ulmer - Georg von Segesser - Bernhard Welten. | Reto Annen - Luc Argand - Marco Balmelli - Michele Bernasconi - Markus Bösiger - Dominique Brown Berset - Olivier Carrard - Nicolas Cottier - Isabelle Fellrath - Jean Gay - Patrick Grandjean - András Gurovits - Bernhard Heusler - Patrick Lafranchi - Alexander McLin - Andrea Meier - Daniele Moro - Pierre Muller - Christophe Müller - Hans Nater - Denis Oswald - Benoît Pasquier - Pascal Pichonnaz - Jean-Philippe Rochat - Alexis Schoeb - Nicolas Ulmer - Georg von Segesser - Bernhard Welten. | Vesna Bergant Rakocevic - Peter Grilc - Anton Jagodic. | Rui Botica Santos - João Nogueira da Rocha. | Vladimir Novak.     | Markus Wanger.                         | Emin Özkurt.     |

### Oceanía
| Australia (16) | Nueva Zelanda (6)                                                                          | Fiyi (1)     |
| --- | ------------------------------------------------------------------------------------------ | ------------ |
| Annabelle Bennett - Bruce W. Collins - John Paul Didulica - Arthur Emmett - Bruce Hodgkinson - Malcom Holmes - Anthony Lo Surdo - Henric Nicholas - Hayden Opie - Jo Setright - Rauf Soulio - James Spigelman - Zali Steggall - Alan Sullivan - Robert Weber - Neil John Young. | Timothy Castle - Ian Hunt - Simon Jefferson - Leanne O’Leary - Lee Spear - David Williams. | Jiten Singh. |

## Ejemplos notables de jurisprudencia

### Casos relacionados con el dopaje
- En marzo de 2011, el TAS decidió su primer caso sobre pasaportes biológicos de atletas (PBA) cuando suspendió a dos ciclistas italianos, Franco Pellizotti y Pietro Caucchioli, durante dos años basándose en evidencias de sus perfiles de sangre.[11]

Con anterioridad, el caso de la patinadora Claudia Pechstein había sido decidido (2009/Un/1912 & 1913) sobre bases similares. Escribiendo en el Boletín del CAS de 2011/2 con respecto a la institución del programa PBA, la abogada del CAS Despina Mavromati diferenció entre los dos tipos de casos y escribió:

Es de destacar que el TAS ya había dictado un laudo suspendiendo a un atleta basándose en el perfil longitudinal de los marcadores biológicos antes de la adopción del PBA por parte de las FI [federaciones internacionales]: en el TAS 2009/A/1912 & 1913 [Pechstein], el Panel suspendió a un atleta olímpico después de que los datos biológicos mostraran valores sanguíneos irregulares. Según el TAS, esos valores anormales no se debían a un error ocurrido en el laboratorio, como afirmaba la atleta, sino a la manipulación prohibida de la sangre de la atleta. La diferencia esencial entre las sentencias de la PBA y la del TAS 2009/A/1912 y 1913 consiste en que en este último caso los datos sanguíneos del atleta se extrajeron de una muestra que el atleta entregó en los campeonatos de las federaciones y, por tanto, no de los datos recogidos por un programa sistemático oficial dirigido por la agrupación de atletas.

- En 2001, el tribunal decidió el caso de Andreea Răducan v. Comité Olímpico Internacional. Se trata de un caso antidopaje polémico donde estaba bastante claro que la atleta había recibido pastillas para el catarro y la gripe de su doctor. Esto dio como resultado un positivo en una prueba de orina, con el tribunal concluyendo:

El Comité es consciente del impacto que tendrá su decisión en una joven y excelente atleta de élite. Considera que, al equilibrar los intereses de la Srta. Raducan con el compromiso del Movimiento Olímpico con el deporte libre de drogas, el Código Antidopaje debe aplicarse sin concesiones"

- El tribunal es reticente a anular decisiones arbitrales en el campo de juego, aunque pueda hacerlo en casos donde haya evidencia clara que los árbitros actuaron de mala fe o con arbitrariedad.[14] En el caso 2010/Un/2090 del TAS, el panel del TAS explicó que la razón para esto no es un asunto de jurisdicción, sino de autorestricción arbitral.[15]

- En octubre de 2011, en un caso que afectaba a los Juegos Olímpicos de Londres 2012, el tribunal declaró que una parte de la Carta Olímpica violaba el Código Mundial Antidopaje.[16] La "regla de Osaka" de la Carta impedía a los atletas suspendidos por al menos seis meses por vulneraciones de la regla antidopaje de competir en las Olimpiadas siguientes a la expiración de la suspensión. El tribunal más tarde reafirmó esta decisión, al anular un antiguo reglamento de la Asociación Olímpica Británica (BOA) que impedía la selección de atletas sancionados por dopaje.[17][18] Tanto el COI como la BOA respondieron haciendo campaña para añadir una norma similar al Código Mundial Antidopaje..

- En julio de 2016 el TAS confirmó que el Comité Olímpico Ruso (ROC, por sus siglas en inglés) no podría inscribir deportistas de atletismo para los Juegos Olímpicos de Río de Janeiro 2016, con la excepción de aquellos atletas aceptados por la IAAF en virtud de las nuevas normas de competición relativas a los "atletas neutrales". Como el COI no era parte en el caso, el panel encontró que no tenía jurisdicción para decidir si el COI podría permitir que tales atletas representasen a Rusia.[19] Los apelantes disputaban la validez y la aplicabilidad de las reglas de competición 22.1(a) de la IAAF, con respecto a la suspensión de la federación nacional (RusAF, anteriormente ARAF), y la regla 22.1A, con respecto a la elegibilidad de atletas de federaciones suspendidas. El panel encontró que ninguna de las dos reglas podrían ser interpretadas como sanciones, y por esta y otras razones eran coherentes con el Código Antidopaje Mundial. Los paneles comentaron sobre la inutilidad de la impugnación a la nueva regla 22.1A, señalando que, dado que la regla proporcionaba a atletas de Rusia una ruta nueva para su participación, una impugnación exitosa llevaría a la exclusión de los atletas elegibles bajo la regla, y no a la inclusión de otros atletas. El panel decidió no evaluar si el principio de preclusión se aplica a las disputas deportivas, ya que consideró que las reclamaciones, en este caso, habían fallado. Al mismo tiempo, en una decisión separada, el panel rechazó las apelaciones de 67 atletas rusos contra las decisiones de la IAAF denegando sus aplicaciones para aparecer como atletas "neutrales" en la olimpiada de verano de 2016 en Rio.[19] Daria Klíshina fue la única atleta rusa aceptada tanto por la IAAF como por el COI, pero la IAAF declaró su inelegible el 12 de agosto sobre la base de información nueva. El 15 de agosto el tribunal ad hoc del TAS estimó el recurso de Klishina.[20][21]

- El Comité Paralímpico Internacional (CPI) decidió prohibir la participación de Rusia en los Juegos Paralímpicos de Río de Janeiro 2016 debido a los hallazgos del informe McLaren. El recurso del Comité Paralímpico Ruso (RPC por sus siglas en inglés) contra la prohibición fue desestimado por el TAS el 23 de agosto. El tribunal encontró que la suspensión tenía su base en las reglas del IPC, y declaró que "era proporcionada con las circunstancias". El panel señaló que no había tomado ninguna decisión con respecto a los derechos de atletas individuales.[22][23] En su decisión motivada, el panel se extendió sobre este punto, declarando que las consecuencias adversas para los atletas representados por el RPC no eran una razón para absolver a la organización de sus responsabilidades legales. El panel desestimó la reclamación de que la decisión del COI tendría que haber influido en la decisión del CPI, señalando que ambas organizaciones tienen reglas y cartas separadas. Como el CPI también actúa como una Federación internacional, el tribunal se remitió al caso entre la RWF y la IWF, en el que el TAS confirmó una suspensión similar.

- A finales de 2017, el COI descalificó los resultados de un gran número de atletas rusos de los Juegos Olímpicos de Sochi 2014. Los atletas recibieron también prohibiciones para toda la vida respecto a ediciones futuras de los juegos. el TAS registró 42 apelaciones, de las cuales 39 fueron decididas antes de los Juegos Olímpicos de Pieonchang 2018. Para 28 atletas el panel encontró que la evidencia presentada por el COI no era suficiente para establecer vulneraciones de las reglas. En los 11 casos restantes, las descalificaciones se mantuvieron, pero la prohibición se limitó a los Juegos de 2018. El panel dejó claro que su mandato estaba limitado a los casos individuales. El caso no afectó el estado de los atletas rusos que participaron en PieonChang.[24][25] El COI lamentó la decisión con respecto a los 28 atletas cuyas apelaciones fueron plenamente aceptadas, declarando que el nivel de las evidencias requeridas era inconsistente con otras decisiones más tempranas del TAS. El COI también declaró que el levantamiento de las sanciones no era una razón suficiente para invitar los 28 atletas a competir en los Juegos de 2018. El COI dijo que consideraría sus opciones después de recibir la decisión razonada.[26] En respuesta a la decisión del TAS, Jim Walden, el abogado que representó al Dr. Grigory Rodchenkov, declaró que la decisión era una "burla" de las sanciones contra Rusia.[27]
- En 2018, la Agencia Mundial Antidopaje apeló al TAS después de que la FIFA redujera una suspensión del capitán del equipo nacional peruano Paolo Guerrero. Guerrero había dado positivo para cocaína después de un partido de clasificación de la Copa del Mundo con Argentina después de que ingiriera un té que contenía esa sustancia. Guerrero fue inicialmente suspendido por un total de doce meses, pero más tarde este castigo se redujo a la mitad por el comité de apelación de la FIFA. La Agencia Mundial Antidopaje, por su parte, apeló al TAS e impuso una prohibición de catorce meses en mayo de 2018, lo cual resultó en que Guerrero se perdiese la Copa Mundial de Fútbol de 2018. El TAS confirmó la existencia de una vulneración de regla antidopaje pero también aceptó que Guerrero no usó la ingestión de la sustancia para mejorar su rendimiento. El panel había considerado que el jugador era en parte responsable o negligente, incluso si no fue significativo, y que podía haber tomado algunas medidas para impedirle cometer esa vulneración.[28]

#### Tribunalad hocdurante los Juegos Olímpicos de verano de 2016
El tribunal ad hoc para las Olimpiadas de 2016 había registrado 18 casos hasta el 3 de agosto, superando el récord dos días antes de la Ceremonia de Apertura. 11 de los casos estaban relacionados con las varias prohibiciones de atletas rusas relacionadas con las alegaciones de dopaje patrocinado por el estado documentadas en el informe McLaren. Para el fin de los Juegos el número total de casos fue de 28, 16 de los cuales estaban relacionados con la elegibilidad de atletas rusos.
- El 3 de agosto, el tribunal ad hoc desestimó el recurso de la Federación Rusa de Halterofilia contra su suspensión total en virtud del artículo 12.4 de las normas antidopaje de la Federación Internacional de Halterofilia (IWF en inglés).[29] El panel declaró que las conclusiones del informe McLaren constituían una "conducta relacionada con el dopaje o asociada a él", y encontró que la IWF había actuado dentro de su facultades discrecionales cuándo decidió que la RWF había llevado al deporte de la halterofilia al desprestigio. El panel notó que el re-análisis de pruebas de dopaje de los Juegos Olímpicos de Pekín 2008 y los Juegos Olímpicos de Londres 2012 habían encontrado nueve casos de atletas rusos que dieron positivo en Turinabol y declaró que esto indicaba la existencia de un programa de dopaje centralizado. Además, el panel comentó que las pruebas positivas en Turinabol eran compatibles con la evidencia proporcionada por el Dr. Grigori Rodchenkov para el informe.

- Un panel separado del tribunal ad hoc encontró que la Federación Internacional de Sociedades de Remo (FISA) aplicó correctamente los criterios de elegibilidad establecidos en la decisión del COI de 24 julio cuándo denegó la inscripción de 17 atletas.[29] Uno de los criterios de la decisión del COI era que el ROC no podría inscribir atletas que hubieran anteriormente recibido una prohibición sobre dopaje. El panel del TAS que decidió el caso de los remeros Anastasia Karabelshikova e Ivan Podshivalov consideró que este criterio no era aplicable, y ordenó a la FISA que evaluase los atletas según los criterios restantes.[31] El panel se refirió a decisiones anteriores sobre la "regla de Osaka" y las normas de la BOA. El panel comparó la decisión del COI con la decisión de la IAAF sobre atletas rusos, y señaló que el COI, a diferencia de la IAAF, había dejado a atletas con una condena sobre dopaje anterior sin ninguna manera de participación, contraviniendo principios de justicia natural. Se llegó a la misma conclusión poco después en el caso de la nadadora Yúliya Yefímova, quién posteriormente compitió y obtuvo medalla en los Juegos.[32]

- En los casos de los piragüistas Natalia Podólskaya y Alexandr Diachenko y del remero Ivan Balandin, los paneles rechazaron las reclamaciones, manteniendo la parte de la decisión del COI de 24 de julio que eliminaba la presunción de inocencia de los atletas rusos. Balandin impugnó la legalidad de la decisión del COI, mientras Podolskaya y Dyachenko sólo impugnaron su aplicación. El panel en el caso de Balandin no encontró ninguna razón para anular el segundo párrafo de la decisión del COI que, entre otros criterios, estableció que nadie implicado en el informe McLaren podía participar en los Juegos. El panel señaló que aunque la decisión establece una presunción de culpabilidad, esta presunción es impugnable por atletas individuales. Se determinó que los tres deportistas se habían beneficiado de la "metodología de desaparición de positivos" descrita en el informe McLaren y que, por tanto, no cumplían los criterios de elegibilidad de la decisión del COI. Los paneles difirieron en cuanto al nivel de prueba que exigen para que los atletas refuten esta presunción.[33][34]

### Otros casos
- En julio de 2015, en un caso sobre la cuestión de la verificación de sexo en deportes, el TAS emitió un arbitrio temporal que suspendía el reglamento utilizado por la IAAF para determinar si atletas con Hiperandrogenismo podían competir en el atletismo femenino profesional. El reglamento establecía que atletas con niveles de testosterona por encima de 10 nmol/L en sangre no podían competir en la categoría femenina. El reglamento fue impugnado por la velocista india Dutee Chand. El panel ordenó a la IAAF que presentara pruebas científicas sobre la conexión entre el rendimiento atlético y los niveles elevados de testosterona en un plazo de dos años desde la emisión del laudo provisional.[35][36][37] Este plazo fue prologado por dos meses por el TAS tras un acuerdo entre las partes.[38] En enero de 2018 el TAS suspendió el caso por seis meses, preguntando a la IAAF que aclarase si pretendía reemplazar el reglamento discutido con nuevas reglas que no afectarían al caso de Chand. Si la IAAF modificaba sus reglas el caso terminaría. El reglamento original sigue suspendido.[39][40] En 2019, el TAS confirmó el nuevo reglamento de la IAAF relativo a los atletas intersexuales, que obliga a atletas con ciertas condiciones específicas de intersexualidad a reducir su testosterona para poder participar en competiciones femeninas.[41][42]

- El TAS estableció en 2006 que la Asociación de Fútbol de Gibraltar tenía fundamentos válidos para su solicitud de ingreso en la UEFA, lo que obligó a la organización a otorgarle la condición de miembro provisional. Sin embargo, en el siguiente Congreso de la UEFA, la candidatura de Gibraltar fue rechazada de manera muy mayoritaria por influencia de España, en desafío de la decisión del TAS.[43] Gibraltar posteriormente devino miembro de la UEFA en 2013. En mayo de 2016 el TAS estimó parcialmente el recurso de Gibraltar contra una decisión de la FIFA que le denegaba su adhesión. El tribunal no concedió la afiliación a la FIFA, pero estableció que la FIFA tendría que conceder una afiliación plena tan pronto como fuera posible.[44] Gibraltar recibió la afiliación en el congreso de la FIFA celebrado ese mismo mes.[45]

- En 2010, la Irish Football Association (Asociación de Fútbol Irlandesa, IFA, la asociación de Irlanda del Norte) llevó su caso al TAS después de que FIFA no impidiera que la Asociación de Fútbol de Irlanda (FAI) (la asociación de la República de Irlanda) pudiese seleccionar a jugadores nacidos en Irlanda del norte que no tenían ningún vínculo de sangre con la República de Irlanda.[46] El TAS falló a favor de la FAI y la FIFA al confirmar que estaban aplicando correctamente el Reglmaento.[47]

- En febrero de 2020, el Manchester City Football Club presentó un recurso ante el TAS en contra de la decisión de la UEFA de prohibir la participación del club en competiciones europeas durante dos años y de imponerle una multa de 30 millones de € por supuestas infracciones sobre el Juego Limpio Financiero (Financial Fair Play) y las reglas sobre licencias de club. Esta prohibición fue anulada por el TAS el 13 de julio de 2020 después de que el panel decidiera que el club 'no había disfrazado la financiación de su capital como contribuciones de patrocinio'. Sin embargo, el club fue multado con 10 millones de Euros por no cooperar con la cámara de investigación de la UEFA en primera instancia, lo que infringía el Reglamento de Licencias de Clubes de la UEFA.[48]

- En 2015, la UEFA prohibió a su anterior presidente Michel Platini toda actividad relacionada con el fútbol durante seis años. El TAS rebajó la prohibición a cuatro años. Los recursos de Platini ante tribunales suizos y ante el Tribunal europeo de Derechos humanos no dieron resultado.[49]